# Dos copas de más
«Dos copas de más» es una canción escrita e interpretada por el dúo estadounidense Ha*Ash. Se lanzó como el quinto sencillo de su primer álbum en vivo titulado Primera fila: Hecho realidad, el 11 de diciembre de 2015, La pista fue escrita por Ashley Grace, Hanna Nicole y Pablo Preciado.
Alcanzó la tercera posición en México Español Airplay y Monitor Latino de México. En el año 2019 se certificó como disco de platino por AMPROFON.

## Antecedentes y composición
«Dos copas de más» está escrito por Hanna Nicole y Ashley Grace con la coautoría de Pablo Preciado, integrante del trío musical Matisse. Es una canción inédita que nos habla de la ruptura amorosa, los recuerdos, daños emocionales e inseguridades que esta deja consigo. Se estrenó oficialmente como el quinto sencillo del primer álbum en vivo de las hermanas, el día 11 de diciembre de 2015.

## Recepción
«Dos copas de más» alcanzó la posición cuarenta y  nueve en la lista Latin Pop Songs de Estados Unidos. En México, alcanzó la tercera posición en Mexico Español Airplay, y la posición quince en México Airplay, ambas de Billboard. En el mismo país, llegó al tercer lugar en el Monitor Latino. En el año 2017, el tema recibió el disco oro en territorio mexicano, entregado por AMPROFON. En marzo de 2019, se certificó como disco de platino por AMPROFON.

## Vídeo musical
El videoclip fue estrenado el 27 de marzo de 2015 mucho antes de que la canción fuese oficialmente el cuarto sencillo del álbum. Fue grabado en los Estudios Churubusco en la Ciudad de México, y en él se ve a las integrantes del dúo interpretando la canción frente a un público del concierto Primera Fila. El vídeo fue dirigido por Nahuel Lerena y Pato Byrne. A octubre de 2019 el vídeo cuenta con 79 millones de reproducciones en YouTube.

## Presentaciones en vivo
«Dos copas de más» está incluido en las giras 1F Hecho Realidad Tour y la Gira 100 años contigo. Ha sido interpretado desde el año 2015 hasta el año 2019.

## Créditos y personal
Créditos adaptados de las notas del álbum.

### Grabación y gestión
- Grabado en Estudios Churubusco (Ciudad de México)
- Mezclado en Cutting Cane Studios
- Posproducción en The Shoe Box
- Publicado por Sony Music Entertainment México, S.A. De C.V. en 2014.
- Administrado por Sony / ATV Discos Music Publishing LLC / Westwood Publishing

### Personal
- Ashley Grace: voz
- Hanna Nicole: voz, mandolina
- Pablo De La Loza: voces de fondo, teclados, coproducción, programador, arreglos, ingeniería adicional
- Tim Mitchell: voces de fondo, guitarra, producción, programador, arreglos, ingeniería adicional
- George Noriega: producción, programador, arreglos, ingeniería adicional
- Uri Natenzon: bajo
- Ben Peeler: lap steel guitar
- Ezequiel Ghilardi: batería
- Brad Blackwood: maestro de ingeniería
- Juan Pablo Fallucca: ingeniería de grabación
- Charles Dye: ingeniería de mezcla

## Posicionamiento en listas
| Listas (2015/16)                    | Mejor posición |
| ----------------------------------- | -------------- |
| Estados Unidos (Latin Pop Songs)    | 49             |
| México (Monitor Latino)             | 3              |
| México Top tocadas (Monitor Latino) | 5              |
| México (Mexico Airplay)             | 16             |
| México (Mexico Español Airplay)     | 3              |

| Listas (2016)           | Mejor posición |
| ----------------------- | -------------- |
| México (Monitor Latino) | 31             |

## Certificaciones
| País (organismo certificador) | Certificación | Unidades certificadas |
| ----------------------------- | ------------- | --------------------- |
| México (AMPROFON)             | Platino       | 60 000                |